# Hoh (Volk)

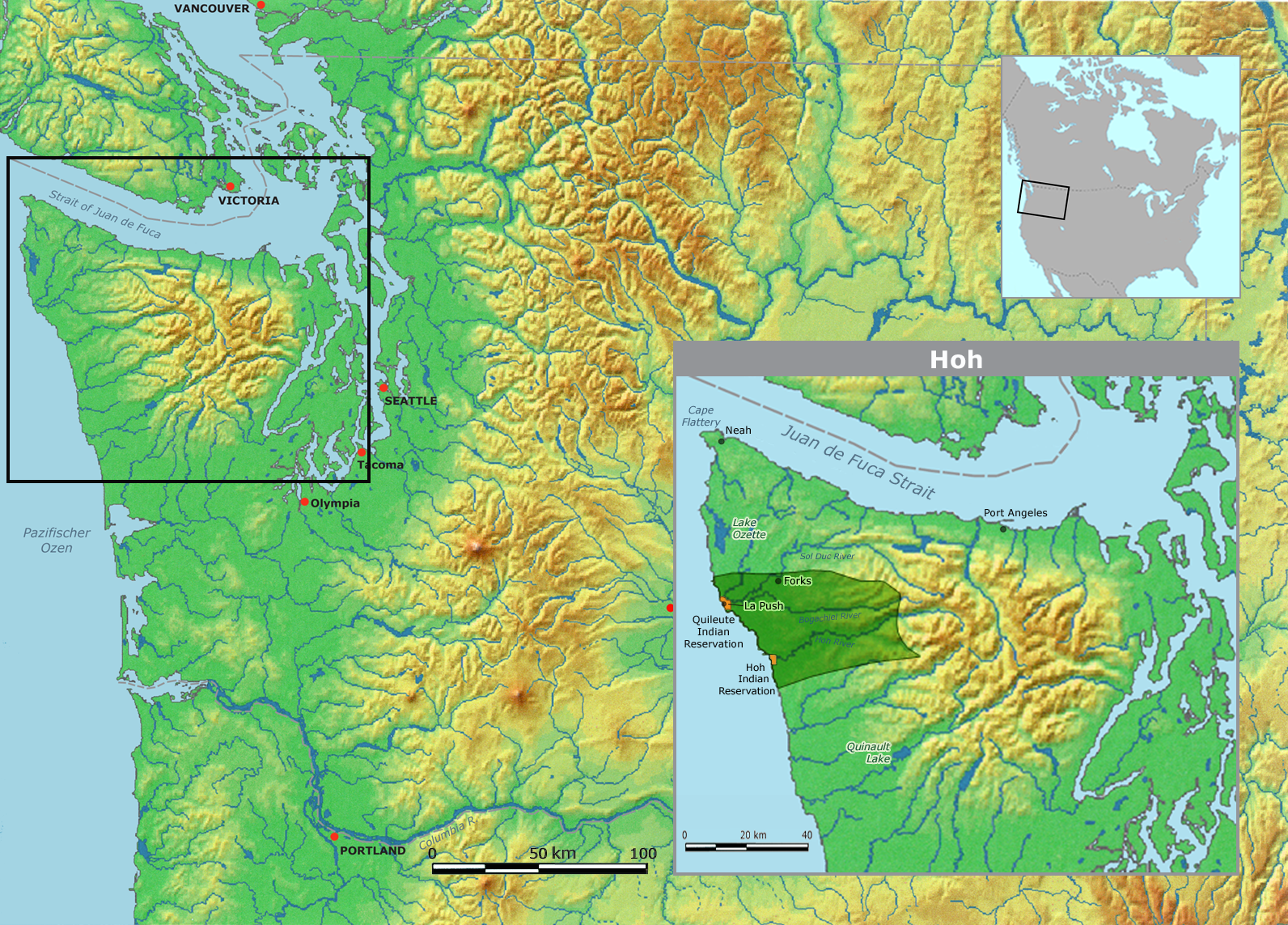
Traditionelles Territorium und heutige Reservation der Hoh auf der Olympic-Halbinsel im US-Bundesstaat Washington

Die Hoh sind ein im US-Bundesstaat Washington lebender indianischer Stamm. Sie leben im Nordwesten der Olympic Peninsula. Nach der Volkszählung von 2000 lebten 102 Menschen im Reservat, von denen 81 als Native Americans galten, also als eingetragene Ureinwohner der USA.
Ursprünglich sprachen die Hoh die Sprache der Quileute, das Chimakum, als deren Unterstamm (band) sie lange galten. Wie die meisten Stämme im Nordwesten, so lebten die Hoh überwiegend von Lachs.

## Geschichte

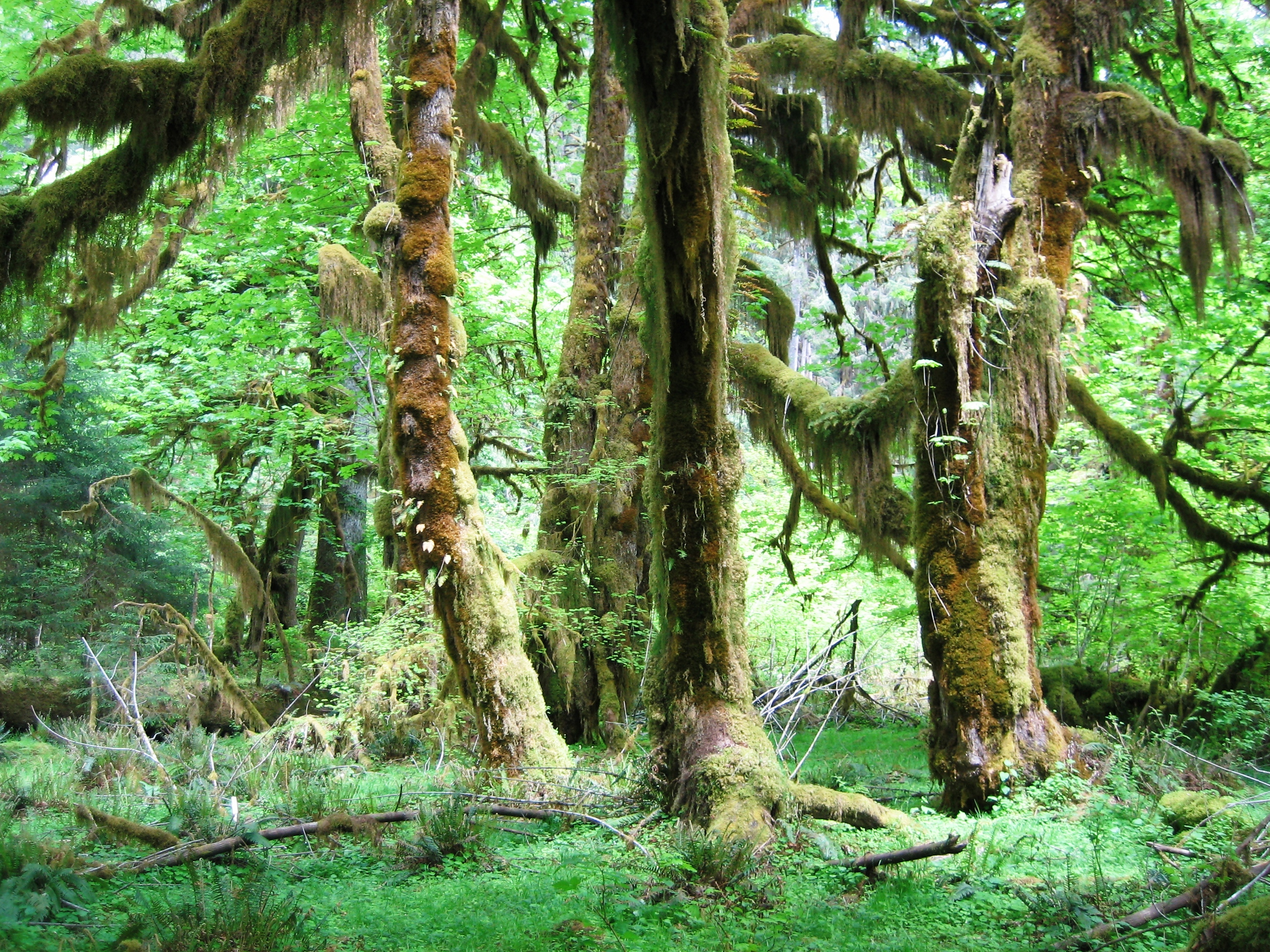
Hoh-Regenwald im Olympic-Nationalpark

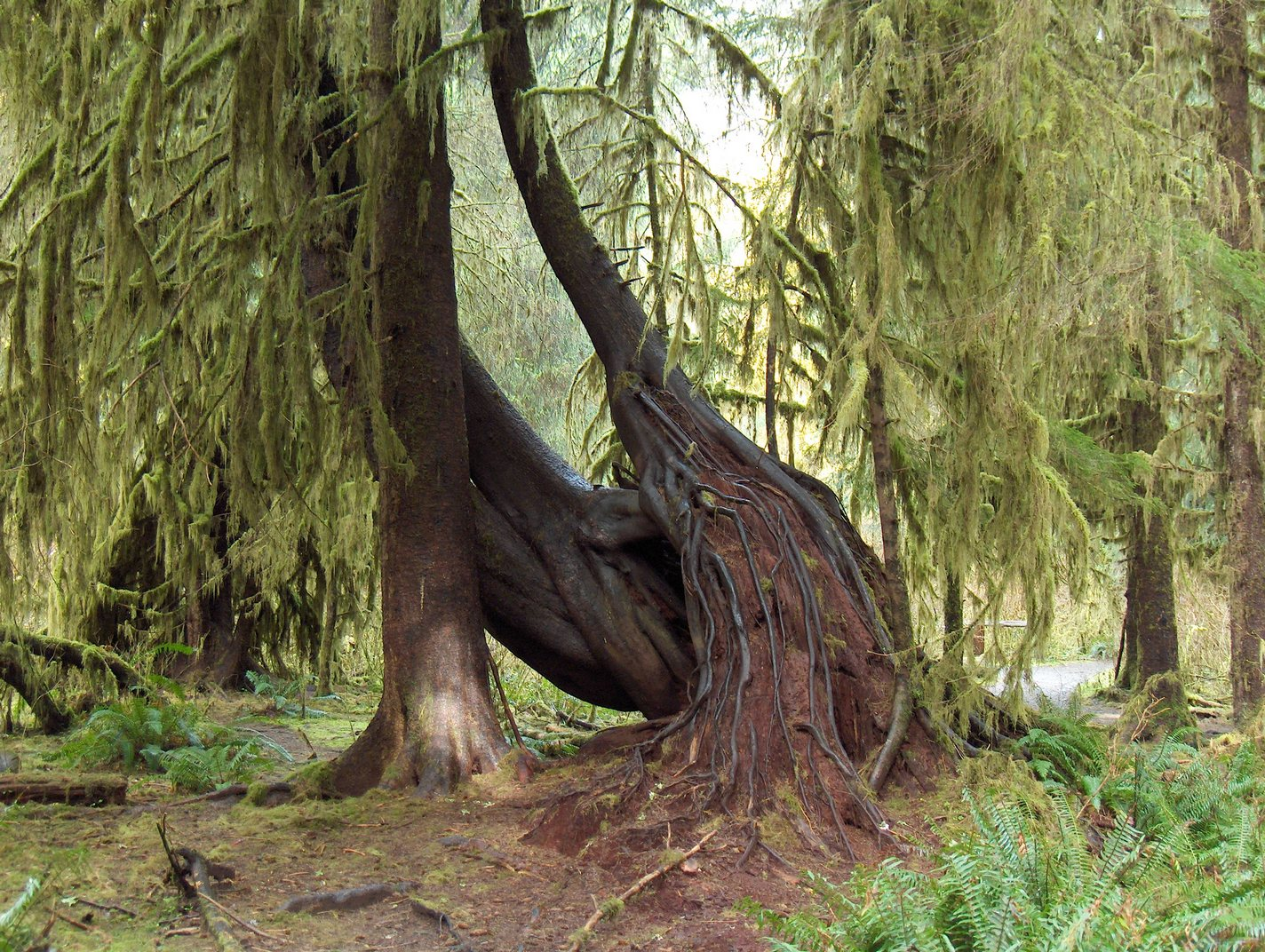
Eine Westamerikanische Hemlocktanne (Tsuga heterophylla) im Hoh-Regenwald

Für 1780 schätzt man die Zahl der Quileute und der Hoh zusammen auf etwa 500. Die Hoh waren mit den Quinault und den Quileute in einer Konföderation verbunden. Sie kontrollierte, folgt man der mündlichen Tradition, das Gebiet zwischen den Makah im Nordwesten und Grays Harbor im Süden. Zusammen mit den Queet waren die Hoh für den mittleren Abschnitt der Küste verantwortlich, um Angriffe abzuwehren und die Jagdgebiete zu schützen – wie etwa gegen die Klallam. Als der Händler Charles Barkley im Juli 1787 am Hoh River landete, um mit den dortigen Indianern zu handeln, kam es zu Auseinandersetzungen, in deren Verlauf die Mannschaft niedergemacht wurde. 1808 gerieten die Hoh erneut mit Eindringlingen in Konflikt, die sie gefangen nahmen, und als Sklaven weiter verkauften, bzw. eintauschten. Es handelte sich um russische Händler und Unangan, die von den Aleuten kamen. Sie wurden im Mai 1811 von einem amerikanischen Händlerschiff ausgelöst.

### Der Vertrag mit den USA (1855/59)
Die Hoh verloren nach Unterzeichnung des Quinault-River-Vertrags vom 1. Juli 1855 ihr Stammesgebiet. Der Gouverneur des Territoriums Washington Isaac Stevens unterschrieb den Vertrag am 25. Januar 1856, ratifiziert wurde er am 8. März 1859 vom Kongress.

### Kampf um Landrechte und Entschädigung

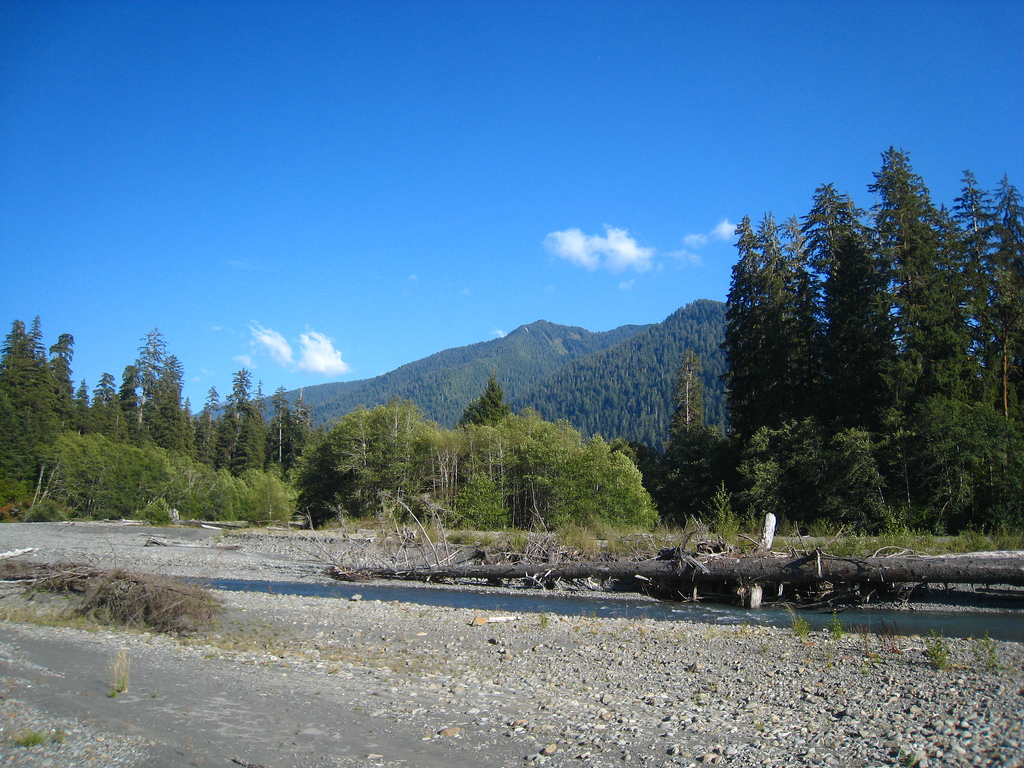
Der nach den Hoh benannte Hoh River

Per Erlass (executive order) vom 11. September 1893 erhielten die Hoh ein 443 Acre großes Reservat. 1905 zählte man nur noch 62 Hoh. Der nicht mehr genau festzustellende Rückgang ging vor allem auf Krankheiten und die Assimilation in die übrige Gesellschaft zurück.
1911 forderte der Kongress die Regierung in Washingtons Hauptstadt Olympia auf, die Privatisierung und Ausgabe von Land nicht in dem kleinen Hoh-Reservat durchzuführen, sondern in dem viel größeren der Quileute. Doch bereits 1913 musste die Siedlungskampagne mangels Acker- und Weideland abgebrochen werden.
Das Gebiet des Reservats wurde 1954 abgeholzt.
Mit dem Washington State Indian Jurisdiction Act zog die Regierung des Bundesstaats 1963 die Kontrolle über verschiedene Sozialprogramme an sich. Im selben Jahr klagten die vier Stämme des Hoh-Fluss-Vertrags um Entschädigung für das abgetretene Land, denn sie hatten bis dato zusammen nur 25.000 Dollar erhalten. Dabei ging es um Gebiete mit einer Gesamtfläche von 688.000 Acre. Stichtag war der 8. März 1858. Die Hoh- und Quileute erhielten 112.152,60 Dollar, die entsprechend der Mitgliederzahl der Stämme verteilt werden sollten.

### Selbstregierung
Nachdem der Stamm den Indian Reorganization Act vom 1934 anerkannt hatte, bestand ein langer Schwebezustand, der erst am 24. Mai 1969 durch die Annahme einer Verfassung endete. Das Hoh Tribal Business Committee, dessen Mitglieder alle zwei Jahre gewählt werden, ist das regierende Organ.
In den 1970er Jahren lebten rund 15 bis 20 Menschen im Reservat. Der Stamm hat ein Tribal Government eingerichtet und sorgt für eine ständig zu aktualisierende Rolle, in der die Stammesangehörigen verzeichnet sind. 1985 zählte der Stamm 91 Mitglieder.

## Aktuelle Situation
Die Hoh leben heute in der winzigen Hoh Indian Reservation, die nur 1,929 km² umfasst, und die an der Mündung  des Hoh River, direkt an der Pazifikküste des Jefferson County liegt. Der Küstenstreifen ist ca. 1,5 km lang. 2007 waren 86 von den 147 eingetragenen Hoh dauerhaft im Reservat ansässig.
Die meisten Stammesangehörigen leben vom Fischfang, jedoch spielen auch Korbmacherei und Schnitzkunst eine gewisse Rolle, wozu auch die Herstellung von Kanus zählt. Zwei der Hoh beherrschten diese Kunst noch in den 80er Jahren, und sie haben ihre Kenntnisse weitergegeben. Dazu kommen Meeresfrüchte, die vom Strand aufgelesen oder in Netzen gefangen werden. Die 1954 abgeholzten Wälder haben sich im Lauf des letzten halben Jahrhunderts erholen können, so dass einige Hoh inzwischen wieder in einer kleinen Holzindustrie Arbeit finden.
Einmal pro Tag sucht ein Arzt, ein Zahnarzt und eine Krankenschwester an der Krankenstation in Queets oder vom Roger Saux Health Center in Taholah auf. Die Schüler lernen in Forks. Die meisten Hoh sind Protestanten, einige gehören der Indian Shaker Church an.
Chairperson ist Vivian Lee.